# الصغو (الأفلاج)
الصغو بلاد الرواعية، هو مركز من فئة (ب) يقع في محافظة الأفلاج، والتابعة لمنطقة الرياض في السعودية. ويبعد المركز عن محافظة الأفلاج بمسافة تقارب (8) كم.
يسكن الصغو ابناء قبيلة الرواعية من الحقبان الدواسر من بني تغلب بن وائل
وهُم ابناء رشيد بن ناجي المُلقب "بالرويعي" وتتمسمى الصغو بأسم "ديرة التسعين بواردي" وذالك لأصابتهم الهدف من رمية واحدة.

## السكان
بلغ عدد سكان المركز حسب تعداد 1431هـ/2010م (1642) نسمة.

ويسكن الصغو قبيلة الحقبان الدواسر ،